# Georgi Melkadze
Georgi Djemalovitch Melkadze (en russe : Георгий Джемалович Мелкадзе ; en géorgien : გიორგი მელქაძე), né le 4 avril 1997 à Moscou, est un footballeur russo-géorgien. Il évolue au poste de milieu offensif au Kolkheti 1913 Poti.

## Carrière

### En club
Georgi Melkadze joue son premier match avec l'équipe première du Spartak Moscou le 17 mai 2015 lors d'un match contre le CSKA Moscou perdu quatre à zéro.

### En équipe nationale
Avec les moins de 19 ans, il participe au championnat d'Europe des moins de 19 ans 2015 organisé en Grèce. Lors de ce tournoi, il joue cinq matchs, délivrant trois passes décisives. La Russie atteint la finale de cette compétition, en étant battue par l'Espagne.

## Statistiques
| Saison                | Club                  | Championnat           | Championnat | Championnat | Coupe(s) nationale(s) | Coupe(s) nationale(s) | Compétition(s) continentale(s) | Compétition(s) continentale(s) | Compétition(s) continentale(s) | Total | Total |
| Saison                | Club                  | Division              | M.          | B.          | M.                    | B.                    | Comp.                          | M.                             | B.                             | M.    | B.    |
| 2014-2015             | Spartak-2 Moscou      | D3                    | 7           | 1           | -                     | -                     | -                              | -                              | -                              | 7     | 1     |
| 2015-2016             | Spartak-2 Moscou      | D2                    | 22          | 7           | -                     | -                     | -                              | -                              | -                              | 22    | 7     |
| 2016-2017             | Spartak-2 Moscou      | D2                    | 26          | 11          | -                     | -                     | -                              | -                              | -                              | 26    | 11    |
| 2018-2019             | Spartak-2 Moscou      | D2                    | 13          | 2           | -                     | -                     | -                              | -                              | -                              | 13    | 2     |
| 2019-2020             | Spartak-2 Moscou      | D2                    | 2           | 0           | -                     | -                     | -                              | -                              | -                              | 2     | 0     |
| Sous-total            | Sous-total            | Sous-total            | 70          | 21          | -                     | -                     | -                              | -                              | -                              | 70    | 21    |
| 2014-2015             | Spartak Moscou        | D1                    | 2           | 0           | -                     | -                     | -                              | -                              | -                              | 2     | 0     |
| 2015-2016             | Spartak Moscou        | D1                    | 4           | 0           | -                     | -                     | -                              | -                              | -                              | 4     | 0     |
| 2016-2017             | Spartak Moscou        | D1                    | -           | -           | 1                     | 0                     | C3                             | 1                              | 0                              | 2     | 0     |
| 2018-2019             | Spartak Moscou        | D1                    | 10          | 0           | 1                     | 0                     | -                              | -                              | -                              | 11    | 0     |
| 2019-2020             | Spartak Moscou        | D1                    | 2           | 0           | -                     | -                     | C3                             | 1                              | 0                              | 3     | 0     |
| 2021-2022             | Spartak Moscou        | D1                    | 3           | 0           | -                     | -                     | C3                             | 1                              | 0                              | 4     | 0     |
| Sous-total            | Sous-total            | Sous-total            | 21          | 0           | 2                     | 0                     | -                              | 3                              | 0                              | 26    | 0     |
| 2017-2018             | FK Tosno (prêt)       | D1                    | 21          | 0           | 1                     | 0                     | -                              | -                              | -                              | 22    | 0     |
| 2019-2020             | FK Tambov (prêt)      | D1                    | 18          | 7           | -                     | -                     | -                              | -                              | -                              | 18    | 7     |
| 2020-2021             | Akhmat Grozny (prêt)  | D1                    | 19          | 3           | 5                     | 0                     | -                              | -                              | -                              | 24    | 3     |
| 2021-2022             | FK Sotchi             | D1                    | 12          | 2           | 1                     | 0                     | -                              | -                              | -                              | 13    | 2     |
| 2022-2023             | FK Sotchi             | D1                    | 14          | 5           | 4                     | 0                     | -                              | -                              | -                              | 18    | 5     |
| Total sur la carrière | Total sur la carrière | Total sur la carrière | 175         | 38          | 13                    | 0                     | -                              | 3                              | 0                              | 191   | 38    |

## Palmarès
Sous les couleurs du FK Tosno, Melkadze remporte la Coupe de Russie en 2018.
Avec l'équipe de Russie des moins de 19 ans, il atteint la finale de l'Euro des moins de 19 ans en 2015.